# Ibeyi
Ibeyi (en ioruba: bessones) és un duet de música franco-cubà format el 2013 per les bessones Lisa-Kaindé i Naomi Díaz nascudes a París, que barregen estils de tradició caribenya, música electrònica, jazz, hip-hop, entre d'altres. Són filles de músics, el pare Miguel "Angá" Díaz un percussionista del grup de música cubà Buena Vista Social Club i la mare Maya Dagnino una cantant franco-veneçolana.
Lisa-Kaindé és la pianista i vocalista principal mentre Naomi Díaz toca la percussió nord-africana (caixó i batà) i fa els cors. Juntament amb elles s'afegeixen sintetitzadors, samplers i beats del productor de XL Recordings Richard Russell.